# La Fanfarlo
Pour le groupe de musique, voir Fanfarlo.
La Fanfarlo est une nouvelle de Charles Baudelaire, écrite en 1845 et publiée en 1847 dans le Bulletin de la Société des gens de lettres. Elle est republiée en 1848 dans le tome XV des Veillées littéraires illustrées. 
La Fanfarlo est la seule nouvelle écrite par Baudelaire.